# W-League (Australia) 2012-13
La W-League 2012-13 fue la quinta edición de la W-League, la máxima categoría del fútbol femenino en Australia. Participaron 8 equipos en doce jornadas y una fase final de eliminatorias a la que clasificaron los 4 primeros equipos de la temporada regular.
El Brisbane Roar fue el campeón del torneo regular.
El Sydney FC se consagró campeón de la temporada por segunda vez en su historia.

## Equipos
| Equipo                   | Ciudad    |
| ------------------------ | --------- |
| Adelaide United          | Adelaida  |
| Brisbane Roar            | Brisbane  |
| Canberra United FC       | Canberra  |
| Melbourne Victory        | Melbourne |
| Newcastle Jets           | Newcastle |
| Perth Glory              | Perth     |
| Sydney FC                | Sídney    |
| Western Sydney Wanderers | Sídney    |

## Clasificación
| Pos. | Equipo                   | Pts. | PJ | G | E | P  | GF | GC | Dif. | Clasificación   |
| ---- | ------------------------ | ---- | -- | - | - | -- | -- | -- | ---- | --------------- |
| 1    | Brisbane Roar (T)        | 26   | 12 | 8 | 2 | 2  | 28 | 15 | +13  | Campeón T. Reg. |
| 2    | Perth Glory              | 24   | 12 | 7 | 3 | 2  | 34 | 20 | +14  | Eliminatorias   |
| 3    | Melbourne Victory        | 23   | 12 | 7 | 2 | 3  | 26 | 14 | +12  | Eliminatorias   |
| 4    | Sydney FC (C)            | 20   | 12 | 6 | 2 | 4  | 30 | 24 | +6   | Eliminatorias   |
| 5    | Canberra United          | 18   | 12 | 5 | 3 | 4  | 25 | 20 | +5   |                 |
| 6    | Western Sydney Wanderers | 13   | 12 | 4 | 1 | 7  | 19 | 23 | −4   |                 |
| 7    | Newcastle Jets           | 6    | 12 | 1 | 3 | 8  | 15 | 33 | −18  |                 |
| 8    | Adelaide United          | 6    | 12 | 2 | 0 | 10 | 12 | 40 | −28  |                 |

 Fuente: Soccerway
(T) Campeón del Torneo Regular.

(C) Campeón de la temporada.

## Eliminatorias
Los cuatro primeros equipos de la temporada regular compiten por el título del campeonato.
|  | Semifinales | Semifinales       | Semifinales |           |   | Grand Final       | Grand Final | Grand Final |  |
|  |             |                   |             |           |   |                   |             |             |  |
|  |             |                   |             |           |   |                   |             |             |  |
|  | 1           | Brisbane Roar     | 2           |           |   |                   |             |             |  |
|  | 1           | Brisbane Roar     | 2           |           |   |                   |             |             |  |
|  | 4           | Sydney FC         | 3           |           |   |                   |             |             |  |
|  | 4           | Sydney FC         | 3           |           | 1 | Melbourne Victory | 1           |             |  |
|  |             |                   |             |           | 1 | Melbourne Victory | 1           |             |  |
|  |             |                   | 2           | Sydney FC | 3 |                   |             |             |  |
|  | 2           | Perth Glory       | 2           | Sydney FC | 3 | 1 (3)             |             |             |  |
|  | 2           | Perth Glory       |             |           |   | 1 (3)             |             |             |  |
|  | 3           | Melbourne Victory | 1 (4)       |           |   |                   |             |             |  |
|  | 3           | Melbourne Victory | 1 (4)       |           |   |                   |             |             |  |
|  |             |                   |             |           |   |                   |             |             |  |

| Campeón    |
| Sydney FC  |
| 2.° título |